# Ilha de Itaparica
Ilha de Itaparica är en ö i Brasilien, belägen nära kusten sydväst om storstaden Salvador i delstaten Bahia – sundet mellan ön och Salvador är cirka 10 kilometer brett. Ilha de Itaparica ligger till större delen i kommunen Vera Cruz. En mindre del (i norr) ligger i kommunen Itaparica. Arean är 146 kvadratkilometer.
Terrängen på Ilha de Itaparica är platt. Öns högsta punkt är 99 meter över havet. Den sträcker sig 28,2 kilometer i nord-sydlig riktning, och 20,9 kilometer i öst-västlig riktning.
Itaparica är en av orterna på ön.
Ilha das Canas hänger samman med Ilha de Itaparica via en smal landtunga.
I omgivningarna runt Ilha de Itaparica växer i huvudsak städsegrön lövskog.